# Wim Ibo

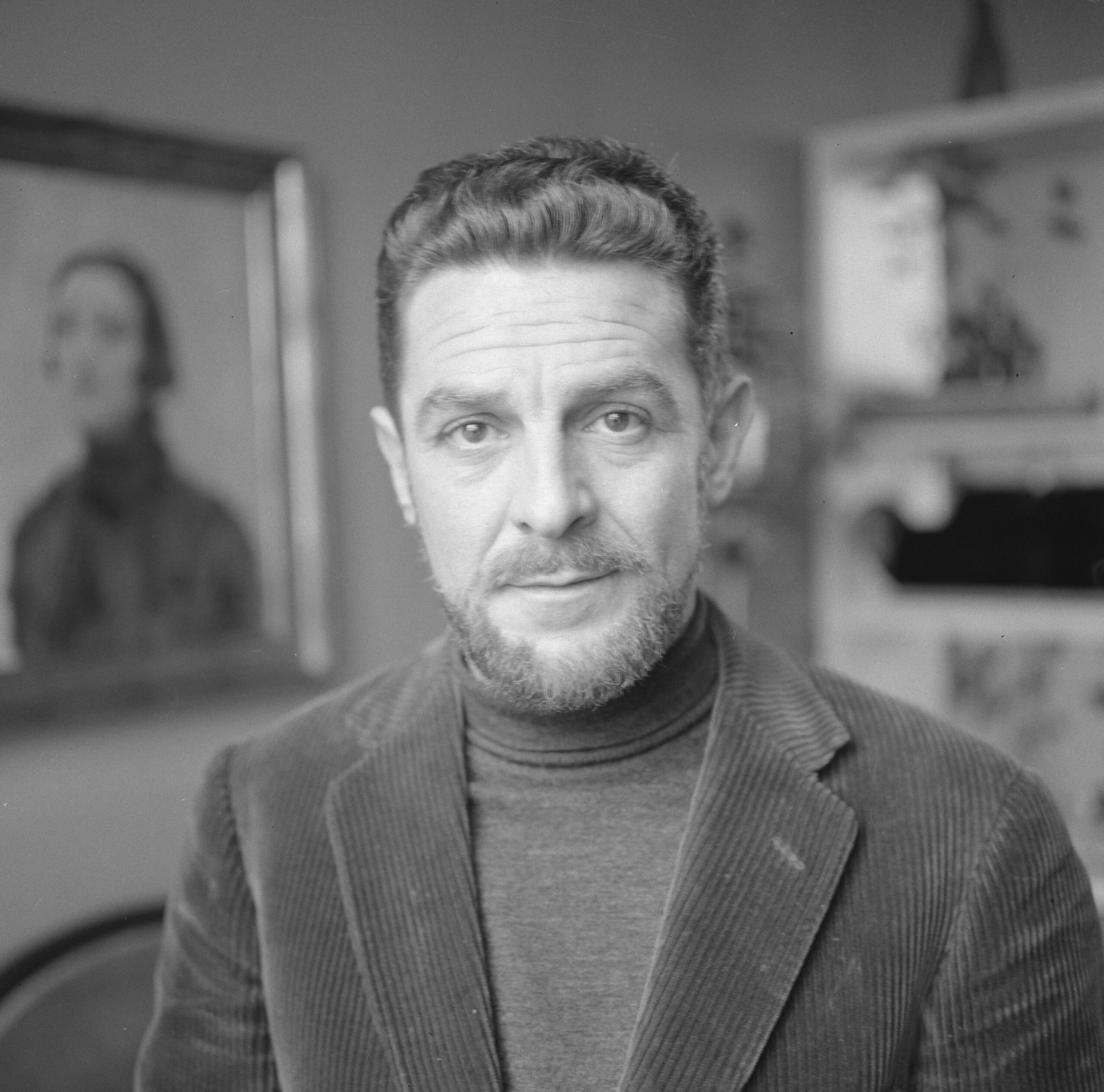
Wim Ibo in november 1964

Johan Willem Ibo (Arnhem, 10 april 1918 – Amsterdam, 18 mei 2000) was een Nederlands cabaretier, schrijver, producent, maar bovenal cabarethistoricus.
Ibo begon zijn loopbaan bij de PTT, maar koos al snel voor het theater. Vanaf 1940 vormde hij zijn eigen Gezelschap Wim Ibo. Als uitvoerend kunstenaar stond hij relatief weinig op de planken.
In de jaren veertig produceerde Ibo Triangel, een cabaretprogramma dat eens in de veertien dagen op zondag bij de VARA te horen was. Medewerkers waren onder meer Hetty Blok en Kees Brusse. Simon Carmiggelt begon in dit programma zijn ontwikkeling als voordrachtskunstenaar. Ook was Ibo als producent verantwoordelijk voor de radiosoap De familie Doorsnee van Annie M.G. Schmidt. In de jaren vijftig was hij als verteller te zien in de televisieserie Pension Hommeles.
In 1967-1968 presenteerde Ibo voor de KRO het vierluik Namen die je nooit vergeet waarin vier bekende namen uit de begintijd van het Nederlands cabaret de revue passeerden: Jean-Louis Pisuisse, J.H. Speenhoff, Eduard Jacobs en Louis Davids.
In 1970 publiceerde Ibo het standaardwerk over de Nederlandse cabaretgeschiedenis En nu de moraal van dit lied, een boek dat in 1982 bijgewerkt en uitgebreid in twee delen opnieuw werd uitgegeven. Het staat nog altijd bekend als de cabaretbijbel.
Ibo had naast zijn expertise een neiging om vast te houden aan bepaalde overtuigingen. In zijn opvattingen beschouwde hij het Nederlandse cabaret als een domein waarin hiërarchie en morele waarden onwrikbaar waren en voor altijd vastlagen. In zijn opvatting waren bijvoorbeeld Toon Hermans en Louis Davids geen cabaretiers.
Ibo bleef tot op hoge leeftijd geïnteresseerd in theater en vooral cabaret. In zijn huis aan de Nieuwe Herengracht in Amsterdam ontving hij tientallen artiesten, die allemaal hun handtekening achterlieten op de muur in zijn hal. Na het overlijden van Ibo, op 82-jarige leeftijd, werd overwogen die muur over te brengen naar het Theater Instituut Nederland.
In augustus 2020 werd de brug 1774 in Amsterdam naar hem vernoemd.